# Lepus insularis
Lepus insularis là một loài động vật có vú trong họ Leporidae, bộ Thỏ. Loài này được W. Bryant mô tả năm 1891.

## Hình ảnh

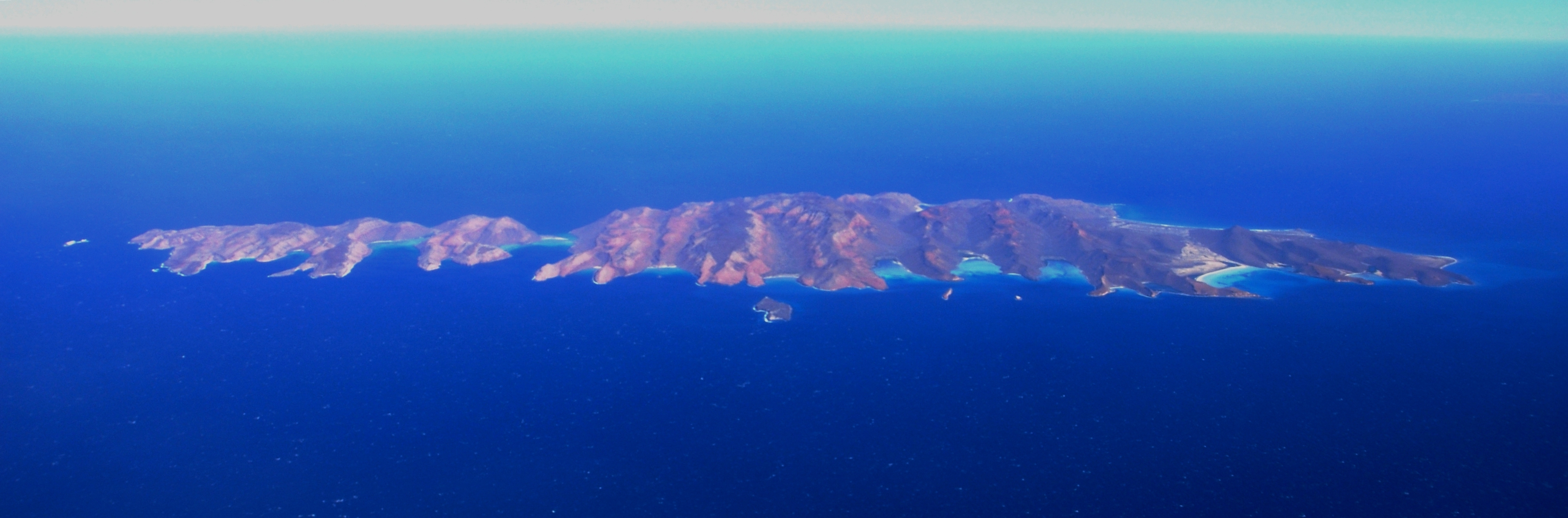